# Alex Faedo
Alex Faedo (Tampa, Florida, 12 de noviembre de 1995) es un jugador profesional estadounidense de béisbol que se desempeña en la posición de lanzador en Detroit Tigers, equipo de las Grandes Ligas de Béisbol (MLB).

## Carrera
Fue seleccionado en la primera ronda en el Draft de la MLB de 2017. En 2022 hizo su debut profesional con el equipo Detroit Tigers, donde lleva jugando dos temporadas.